# Movimento Democrático Português

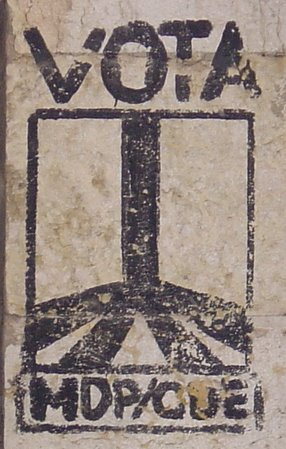
Das Partei-Logo (Graffito an einer Wand in Lissabon)

Die Movimento Democrático Português – Comissão Democrática Eleitoral (MDP/CDE) (dt. Portugiesische Demokratische Bewegung – Demokratische Wahl-Kommission) war eine portugiesische Partei in Lissabon, die von 1969 bis 1994 bestand.

## Geschichte

### Gründung
Die Partei gründete sich 1969 informell, als Oppositionelle der Estado Novo-Diktatur Wahllisten als Alternativen zur Einheitspartei des Regimes, der União Nacional, organisierten. Sie gründeten dazu die CDEs, die Comissões Democráticas Eleitorais, zu deutsch etwa Demokratische Wahlkommissionen, um bei den Parlamentswahlen im Oktober 1969 der Opposition eine Wahlbeteiligung zu ermöglichen. Marcelo Caetano, der Nachfolger des 1968 zurückgetretenen Diktators Salazar, hatte ein politisches Tauwetter ausgelöst, durch das sich die oppositionellen Kräfte ermutigt sahen. Die CDEs wurden dabei zur Sammelbewegung der oppositionellen Kräfte im Land, die links des Regimes standen, auch wenn sie bei den üblicherweise unfreien Wahlen 1969 keine Erfolge errangen.

### Legalisierung
Nach der Nelkenrevolution 1974 legalisierte sich die bis dahin informell bestehende Partei offiziell als Movimento Democrático Português - Comissão Democrática Eleitoral (MDP/CDE), ausgehend von den CDEs. Bei den ersten freien Wahlen nach der Nelkenrevolution zog die MDP/CDE mit 4,14 % und 5 Mandaten in das Parlament ein. Ab 1979 trat sie im Wahlbündnis Aliança Povo Unido (dt.: Allianz Vereintes Volk) an, zusammen mit der Portugiesischen Kommunistische Partei (Partido Comunista Português, PCP), zu der sie seit 1969 im Rahmen des Widerstands enge Beziehungen unterhielt. Ab 1983 gehörte auch die neugegründete grüne Partei Portugals (Partido Ecologista Os Verdes) der APU an. Nach zunehmenden Differenzen löste sich das Wahlbündnis 1987 auf. Bei der Parlamentswahl 1987 erhielt die nunmehr allein antretende MDP/CDE nur etwa 0,6 % der Stimmen und errang kein Mandat. 1989 trat sie mit dem populären Komponisten, Dirigenten und Autor António Victorino de Almeida als Kopf der Wahlliste zu den Europawahlen an, wo sie mit 1,37 % der Stimmen sechststärkste Partei in Portugal wurde.

### Auflösung und Nachfolge
Nach anhaltend geringen Wahlerfolgen in Parlaments- und Kommunalwahlen in Portugal löste sich die MDP/CDE 1994 auf. Bereits 1987 hatten sich einige Parteimitglieder abgespalten und die Gruppierung ID - Associação de Intervenção Democrática (dt. etwa: Verein Demokratischer Teilnahme) gegründet, die seither mit einigen Kandidaten über Wahllisten der PCP/Os Verdes (genannt Coligação Democrática Unitária) antritt. Nach Auflösung der MDP/CDE gründete sich, auch mit einigen ehemaligen PCP-Mitgliedern, die Política XXI, eine sozialistische Partei, die bei den Wahlen zum Europaparlament 1994 0,41 % der Stimmen bekam, und mit anderen Gruppierungen 1998 die Partei Bloco de Esquerda gründete und darin aufging.

## Wahlergebnisse

### Parlamentswahlen
| Wahljahr                   | Bemerkungen                   | Ergebnis %         | Mandate des Wahlbündnis | Mandate der MDP/CDE | +/-                |
| 1969                       |                               | 10,29              |                         | 0/130               |                    |
| Von 1969 bis 1974 verboten |                               |                    |                         |                     |                    |
| 1975                       | Verfassunggebende Versammlung | 4,14               |                         | 5/250               |                    |
| 1976                       | nicht teilgenommen            | nicht teilgenommen | nicht teilgenommen      | nicht teilgenommen  | nicht teilgenommen |
| 1979                       | Aliança Povo Unido (APU)      | 18,96              | 47                      | 3/250               | ▲ 3                |
| 1980                       | Aliança Povo Unido (APU)      | 16,8               | 41                      | 2/250               | ▼ 1                |
| 1983                       | Aliança Povo Unido (APU)      | 18,2               | 44                      | 3/250               | ▲ 1                |
| 1985                       | Aliança Povo Unido (APU)      | 15,5               | 38                      | 3/250               | ▬                  |
| 1987                       |                               | 0,57               |                         | 0/250               | ▼ 3                |

### Europäisches Parlament
| Wahljahr | Ergebnis % | Mandate | +/- |
| 1987     | 0,49       | 0/24    |     |
| 1989     | 1,37       | 0/24    | ▬   |